# Casa Puig i Cadafalch (Barcelona)
La casa Puig i Cadafalch és un edifici de 1917 obra de Josep Puig i Cadafalch, monument protegit com a Bé cultural d'interès local del municipi de Barcelona. Va ser el seu domicili particular, on va morir el 1956. És un edifici sobri, de la seva època groga, en què Puig dona per superat el palau gòtic i el xalet centreeuropeu i busca un model més urbà i repetible d'habitatge domèstic.

## Descripció
Aquesta casa que Puig i Cadafalch reformà per encàrrec de la seva sogra, Dolors Montserdà de Macià, és al carrer de Provença, núm. 231.
En aquesta reforma, realitzada el 1917, es conservaren les tres plantes que ja eren edificades, sense afegir-ne cap més. La planta baixa va ser llogada per a establir-hi un comerç i els dos nivells superiors van ser per a les dues famílies: Puig i Cadafalch i la seva esposa ocuparen el segon pis.
Les reformes van consistir, fonamentalment, en l'ordenació de la façana amb un criteri unitari de senzillesa: un porxo de columnes a la planta baixa, un balcó seguit a la primera i un finestral exempt a la segona; la línia del teulat forma una cornisa i una balustrada amb pèrgola.
Pel que fa a la decoració, cal remarcar un estuc esgrafiat sobre el portal d'entrada; però no hi podia mancar una mostra de l'afició per les plantes de Josep Puig i Cadafalch, que va habilitar la terrassa com a jardí, ja que les seves dimensions ho permetien.
A l'interior, també s'hi feren reformes, de manera que els espais resultaren convenientment estructurats en funció de la vida professional, domèstica i social. Les dependències normals de l'habitatge se situaren a les crugies laterals: els dormitoris a l'esquerra, i el despatx, el menjador i els seus annexos a la dreta.